# 博讷瓦勒
博讷瓦勒（法語：Bonneval，法語發音：[bɔnval]），法国中北部城市，中央-卢瓦尔河谷大区厄尔-卢瓦省的一个市镇，隶属于沙托丹区，其市镇面积为28.8平方公里，2022年1月1日时人口数量为4,890人，在法国城市中排名第2,158位。
博讷瓦勒位于厄尔-卢瓦省中南部，卢瓦河畔，法国国道N10线和布雷蒂尼－舒瓦西耶河畔拉芒布罗勒铁路由此通过，是一个区域性的中心城市和公路枢纽。博讷瓦勒因其境内的修道院而闻名，其城市修建于卢瓦河中的一处小岛上，有多处历史保护建筑。

## 地名来源
“博讷瓦勒”一名最初以的形式被记载，来源于拉丁语，意为“美丽的河谷”，与现代法语同根。

## 历史
博讷瓦勒的历史与圣弗洛朗坦修道院紧密相连，后者建于861年（一说857年），由沙特尔主教吉勒贝尔修建。诺曼人入侵此地时曾烧毁了部分建筑，后重建并设立了军事防御设施。英法百年战争期间，亨利五世再次烧毁修道院，恢复工程持续了数十年。法国大革命后，修道院被收为国有，博讷瓦勒成为厄尔-卢瓦省的一个市镇。工业革命期间，连接布雷蒂尼和图尔附近的铁路由此通过并设站。西班牙内战期间，约2,000名西班牙难民驻扎于此。

## 地理

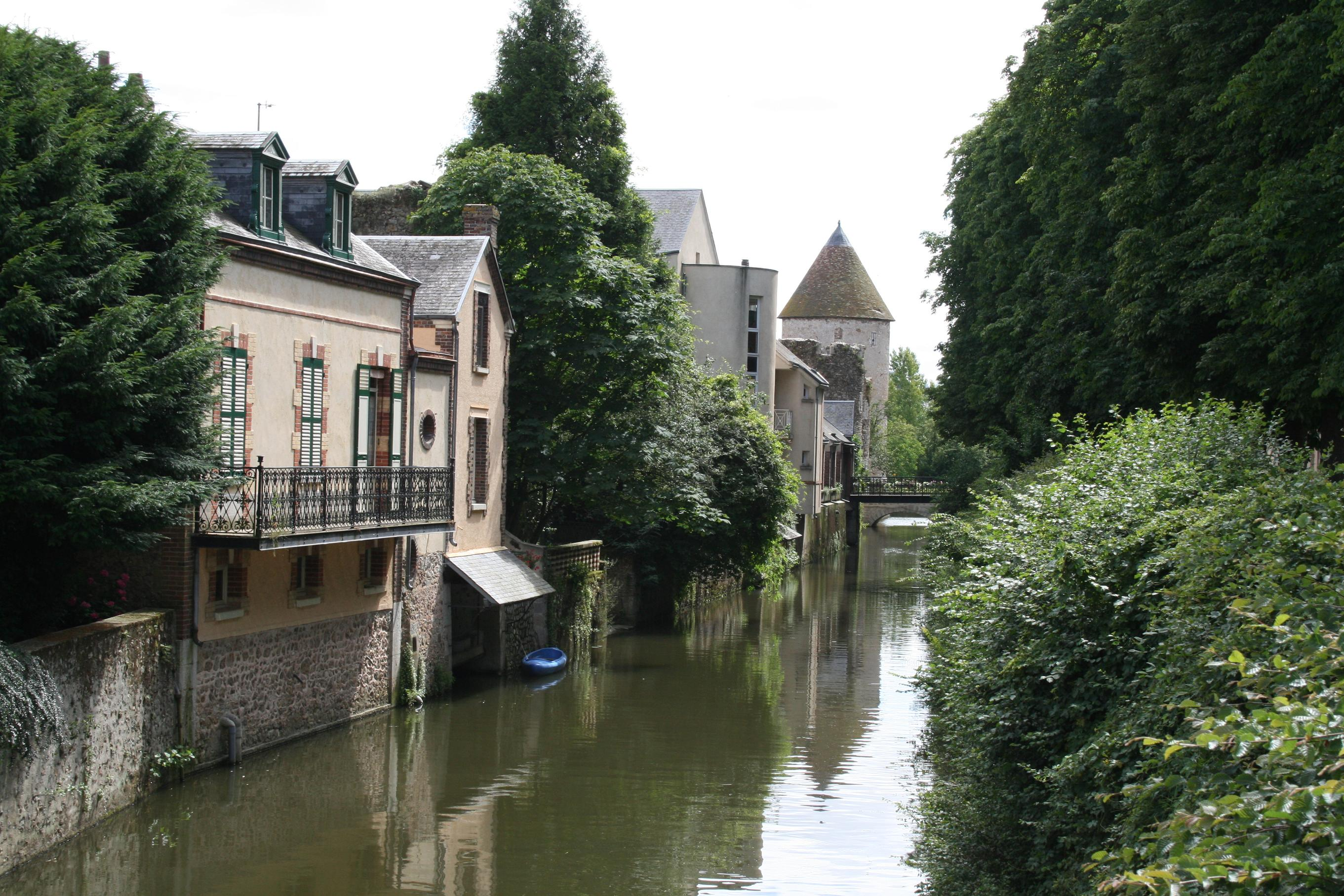
卢瓦河博讷瓦勒段

博讷瓦勒位于法国中北部偏西，中央-卢瓦尔河谷大区中北部和厄尔-卢瓦省中南部，距离省会沙特尔大约33公里。与博讷瓦勒接壤的市镇包括：阿吕、特里宰莱博讷瓦勒、蒙塔尔维尔、弗拉塞、圣克里斯托夫、莫莱昂。

### 地形
博讷瓦勒位于博斯平原腹地，境内地势平坦，少量区域略有起伏，全境海拔在112到175米之间。

### 水文
卢瓦河自北向南流经境内，人工开凿有多条水道，作为护城河。属于卢瓦尔河水系。

### 植被
博讷瓦勒属于温带落叶林区，林地主要分布于河流两侧及一些坡地上。

### 气候
博讷瓦勒在柯本气候分类法中属于温带海洋性气候。

## 行政区划
博讷瓦勒是法国中央-卢瓦尔河谷大区厄尔-卢瓦省的一个市镇，编号为28051。博讷瓦勒隶属于沙托丹区和沙托丹县，同时也是博讷瓦勒地区市镇公共社区的办公驻地。
法国国家统计与经济研究所（简称）在进行数据统计时，将博讷瓦勒单独设为博讷瓦勒城市核心区和博讷瓦勒城市区。同时，还将博讷瓦勒市镇整体看作一个“块区”（IRIS）。

## 交通

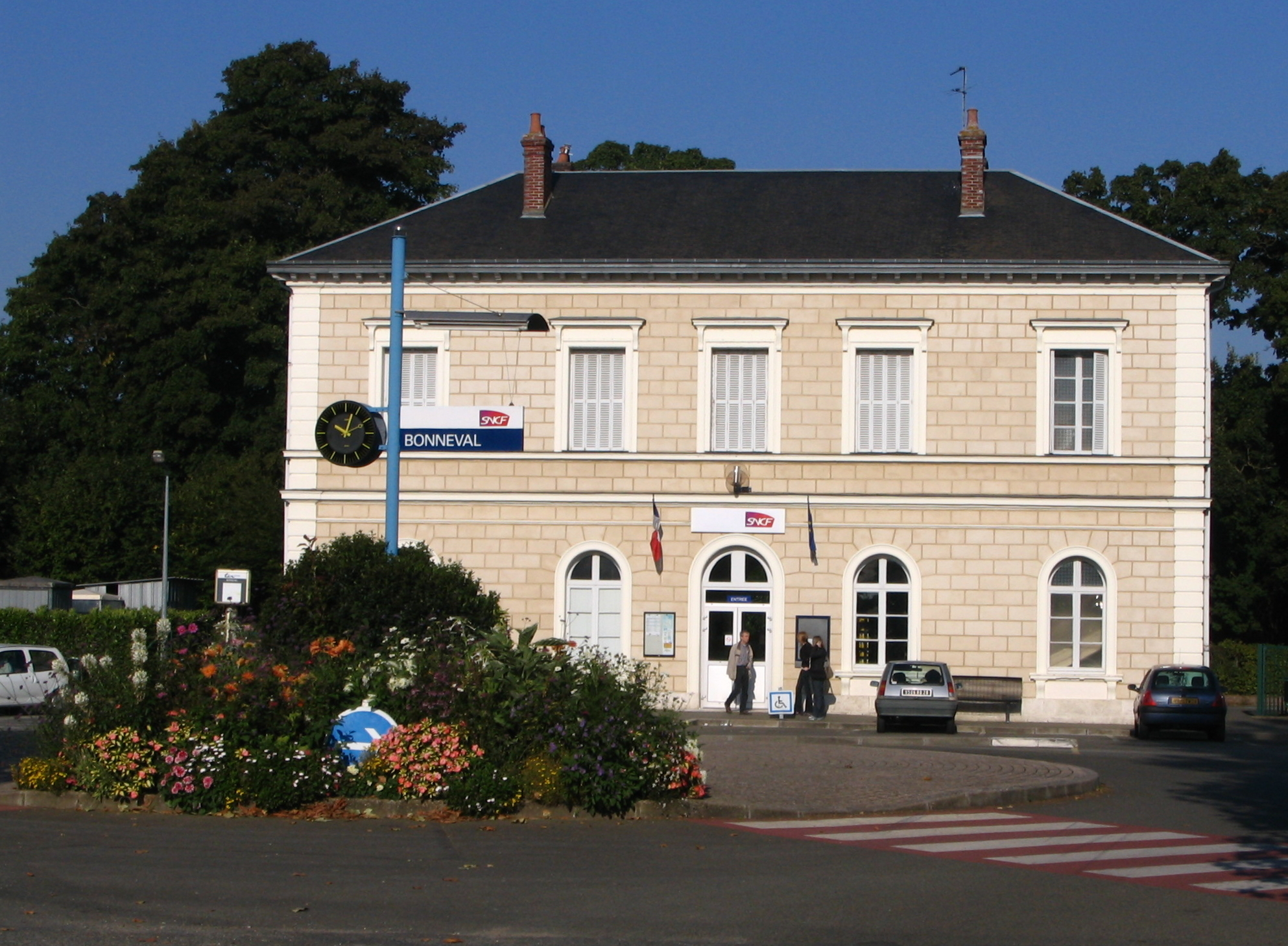
博讷瓦勒火车站

### 公路
法国国道N10线和多条厄尔-卢瓦省省道在博讷瓦勒境内交汇，中央-卢瓦尔河谷大区下属的城际客运提供沙特尔—博讷瓦勒—沙托丹—旺多姆—图尔一线的巴士线路。
2017年，72.1%的博讷瓦勒家庭拥有至少一辆的私人汽车。2018年，博讷瓦勒境内共发生各类交通事故2起，造成1人遇难，1人受伤。

### 铁路
博讷瓦勒位于布雷蒂尼－舒瓦西耶河畔拉芒布罗勒铁路上。博讷瓦勒站位于市区北部，停靠往返于巴黎和旺多姆一线的区域列车。

### 航空
距离博讷瓦勒最近的民用航空站为巴黎-奥利机场，距离博讷瓦勒市中心的公路里程约113公里。

### 城市公共交通
博讷瓦勒暂无城市公共交通系统。

## 政治

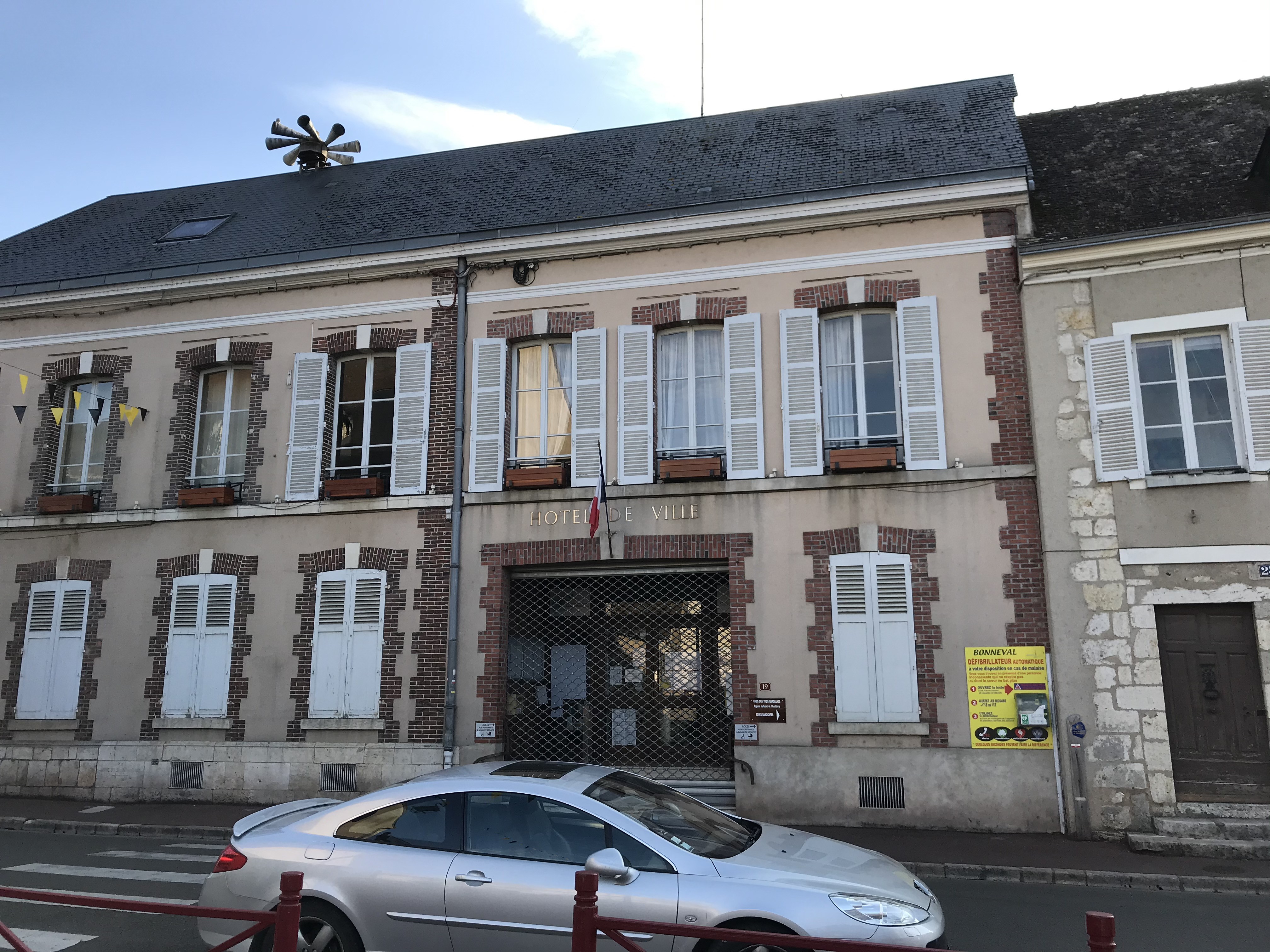
博讷瓦勒市政厅

博讷瓦勒的现任市长为若埃尔·比亚尔先生（Joël Billard），他是一名右翼无党派人士，在2020年的市政选举中获得了100%的支持率（无其他候选人）。
在2017年的法国总统大选中，法国第25任总统埃马纽埃尔·马克龙在博讷瓦勒获得了58.52%的支持率。

## 人口
2017年，博讷瓦勒市镇人口数量为5,055，在法国排名第2,158位。其中男性2,444人，女性2,611人，75岁及以上人口占11.4%，外籍人口数量为1,078人，人口密度为175人/平方公里，当地居民被称为（男性）或（女性）。2018年，博讷瓦勒境内出生38人，死亡人口84人。
| 年份   | 1936  | 1946  | 1954  | 1962  | 1968  | 1975  | 1982  | 1990  | 1999  | 2004  | 2009  | 2014  | 2017  |
| ------ | ----- | ----- | ----- | ----- | ----- | ----- | ----- | ----- | ----- | ----- | ----- | ----- | ----- |
| 人口數 | 3,699 | 3,803 | 4,296 | 4,628 | 4,853 | 4,892 | 4,864 | 4,420 | 4,285 | 4,218 | 4,565 | 4,919 | 5,055 |

## 经济
博讷瓦勒是一个区域性的中心城市，当地共有各类用人单位637家，其中99.14%为中小型企业（PME），平均历史为18年，房产、医疗及社会服务是当地的主要就业岗位类型。

## 财政收入
2018年，博讷瓦勒的财政收入总额为4,300,980欧元，财政支出总额为4,171,840欧元，当年的债务总额为5,096,440欧元。
2015年，博讷瓦勒的人均收入总额为2,507欧元，其中高职人员为4,539欧元，普通职员为1,881欧元。
2017年，博讷瓦勒境内的青壮年（15至64岁）失业率为11.9%，当地39.8%的家庭拥有纳税资格。

## 社会事务

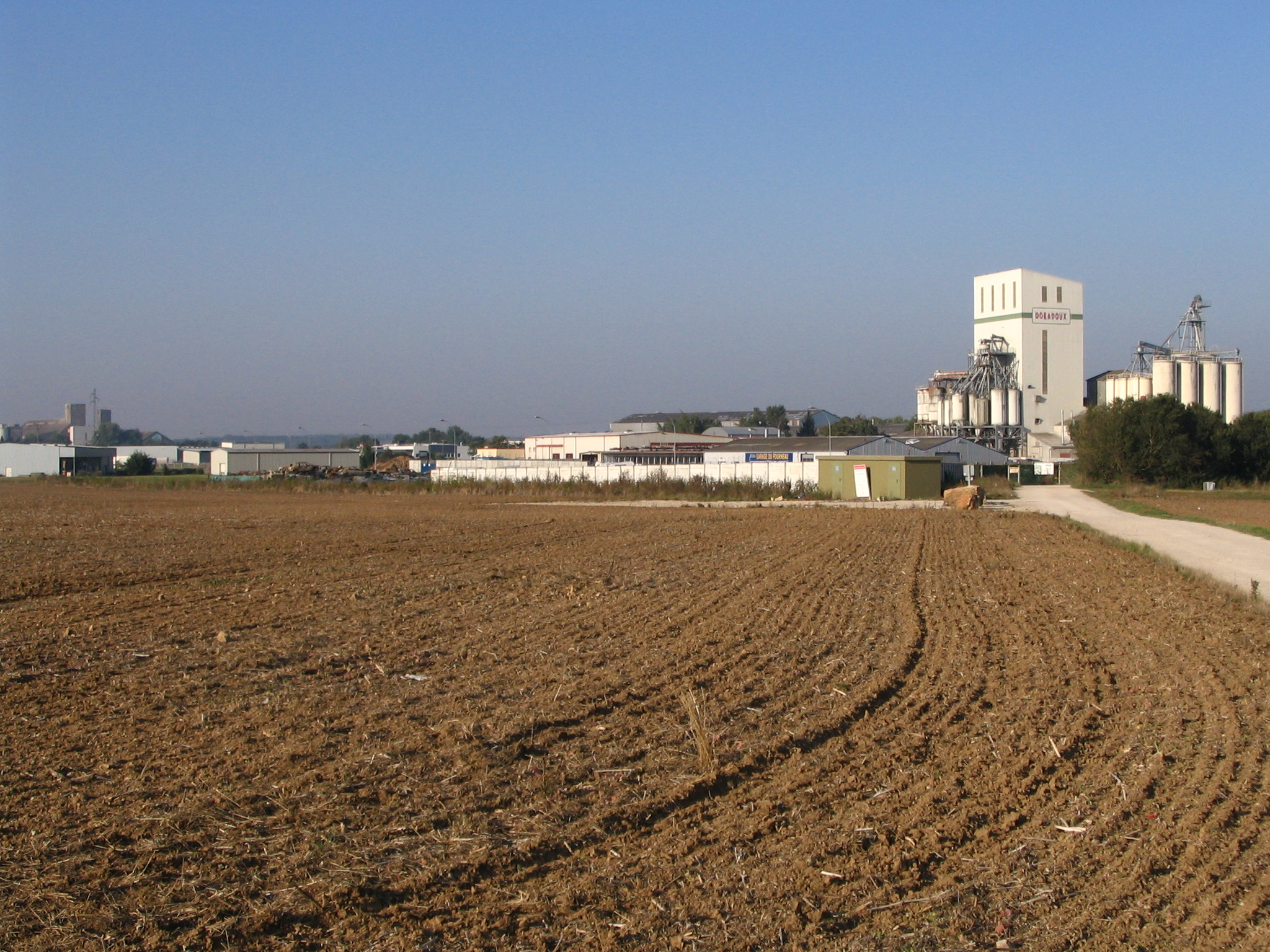
博讷瓦勒附近的工业开发区

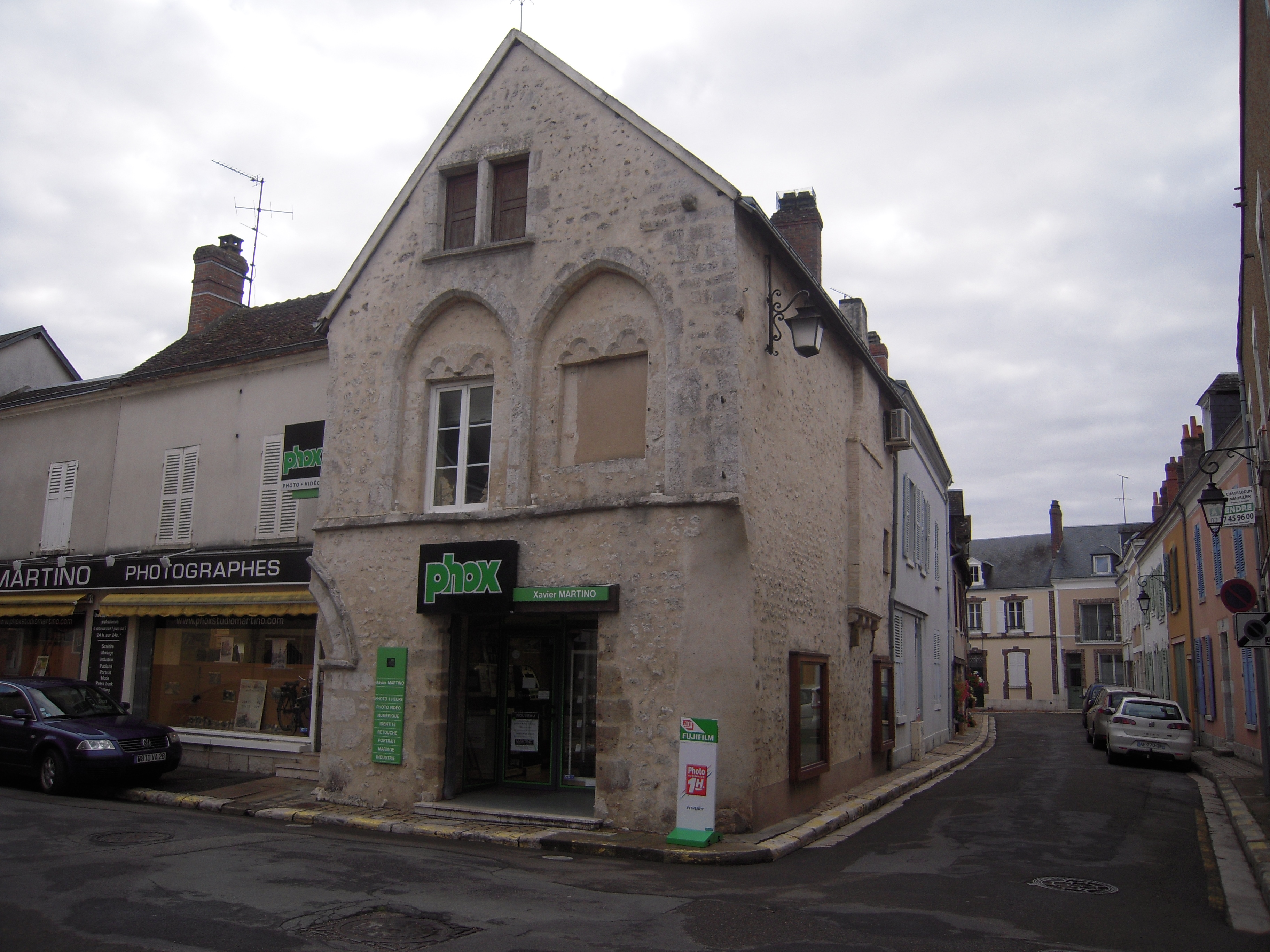
民居

### 教育
博讷瓦勒属于奥尔良-图尔学区。截止2019年1月1日，博讷瓦勒境内共有1所幼儿园、2所小学和1所初级中学。2018至2019学年度，博讷瓦勒境内共有在校中等教育阶段学生457名。

### 医疗
截止2019年1月1日，博讷瓦勒境内共有全科医生4名、保健师1名、牙医3名和护士10名。境内共有药房3家、养老院1家、残疾人帮扶中心3家。
博讷瓦勒中心医院，全名为“博讷瓦勒亨利·埃中心医院”（Centre hospitalier Henri Ey de Bonneval），是法国的一个区域性医疗机构，其主病区位于博讷瓦勒市区，设有床位481个，是当地规模最大的公立综合性医院。

### 住房
2017年，博讷瓦勒境内共有各类住房2,635套，其中76.6%为独立式居民区，23.2%为集中式居民区。常住房屋占博讷瓦勒市镇范围内居民建筑总量的90.1%。

### 商业
2018年，博讷瓦勒境内共有各类实体商铺119家，其中餐厅9家、大型超市2家、面包房4家、肉铺5家、装饰品店1家、银行门店7家、美容美发店6家、汽车维修店10家。市区西南部建有大型开放式商业街区。

### 体育
2019年，博讷瓦勒境内共有2家游泳池、1间体育馆、1座综合体育场、3处网球场、2处马术场、1处足球或橄榄球场以及1处篮球或排球场。
卢瓦河谷体育俱乐部（US Vallée du Loir）是当地的一支足球队，2020至2021赛季参加厄尔-卢瓦省足球联赛。

### 环境
博讷瓦勒的环境事务由其所属的公共社区负责。2018年，博讷瓦勒境内共有4家污染企业。

### 治安
2018年，博讷瓦勒市镇范围内有1处宪兵队。
2014年，博讷瓦勒及附近地区共发生各类案件2,012起，其中盗窃类案件1,169起，经济类案件229起，毒品交易类案件101起。

## 文化
2019年，博讷瓦勒境内有1家博物馆。博讷瓦勒市政府提供多媒体中心，向公众全年开放。

### 建筑
博讷瓦勒境内有多处法国国家文物保护单位，其中博讷瓦勒圣弗洛朗坦修道院、博讷瓦勒圣母教堂等为当地的代表性建筑物。

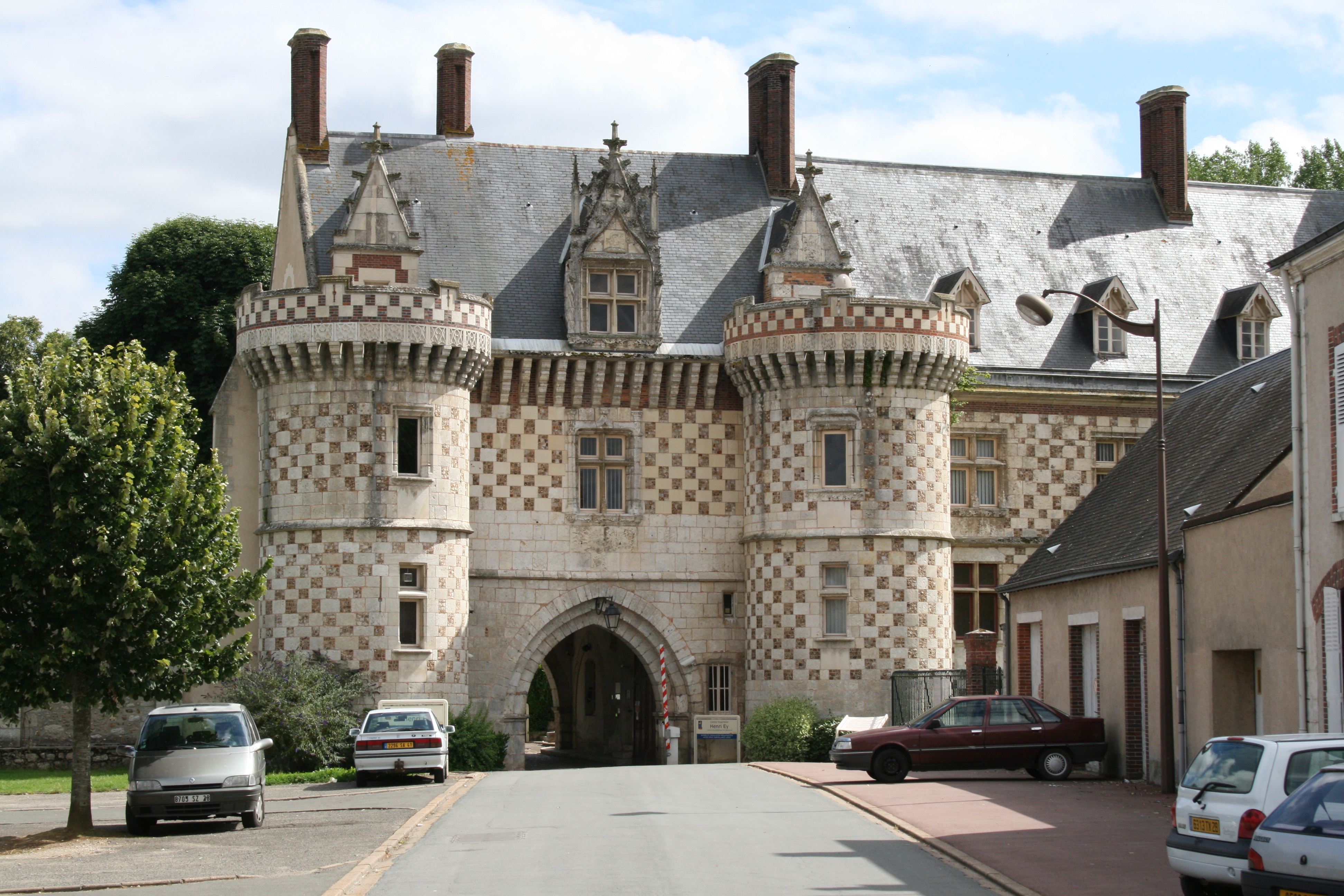
圣弗洛朗坦修道院（法语：Abbaye Saint-Florentin de Bonneval）
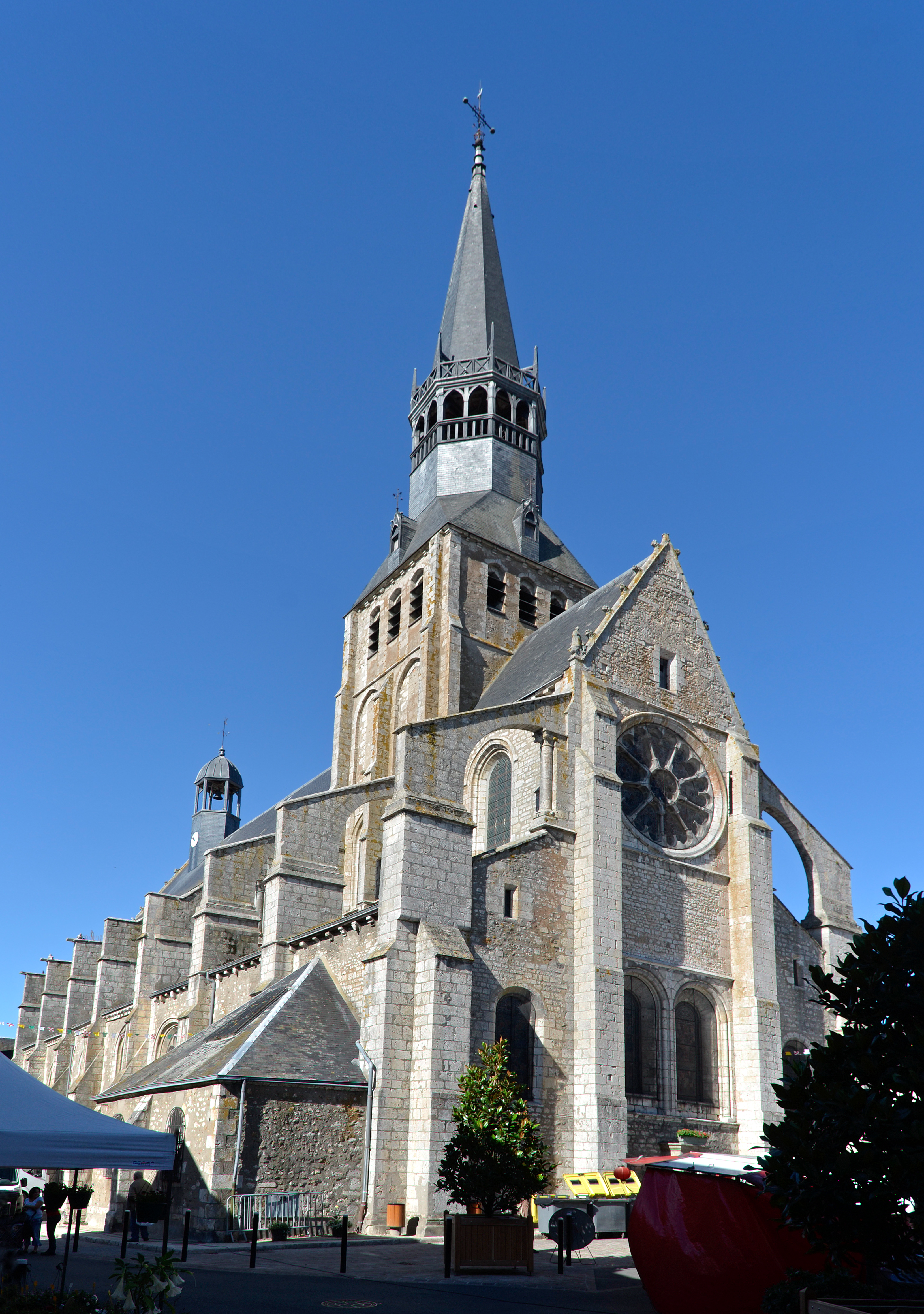
圣母教堂（法语：Église Notre-Dame de Bonneval）
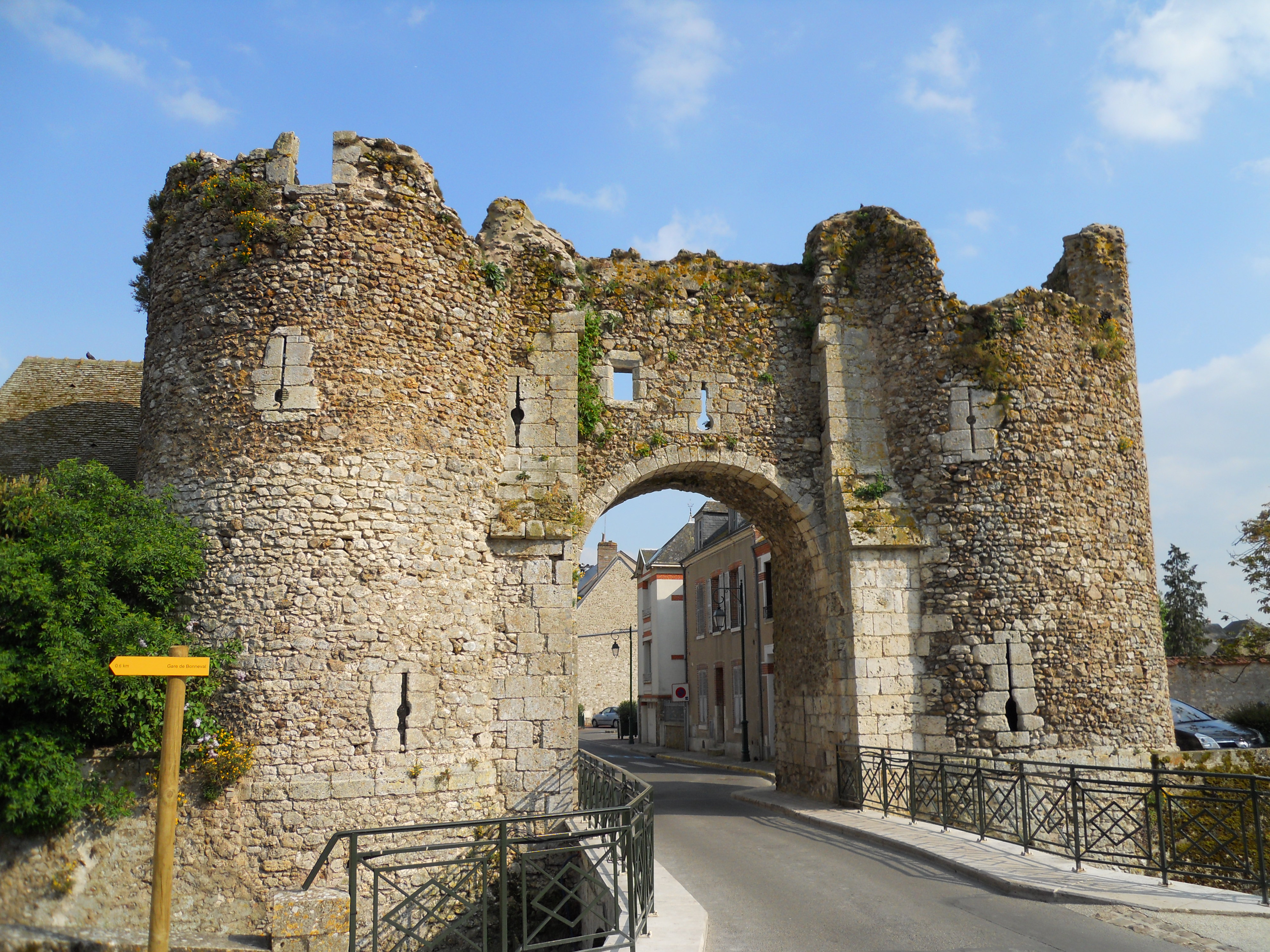
圣罗克门
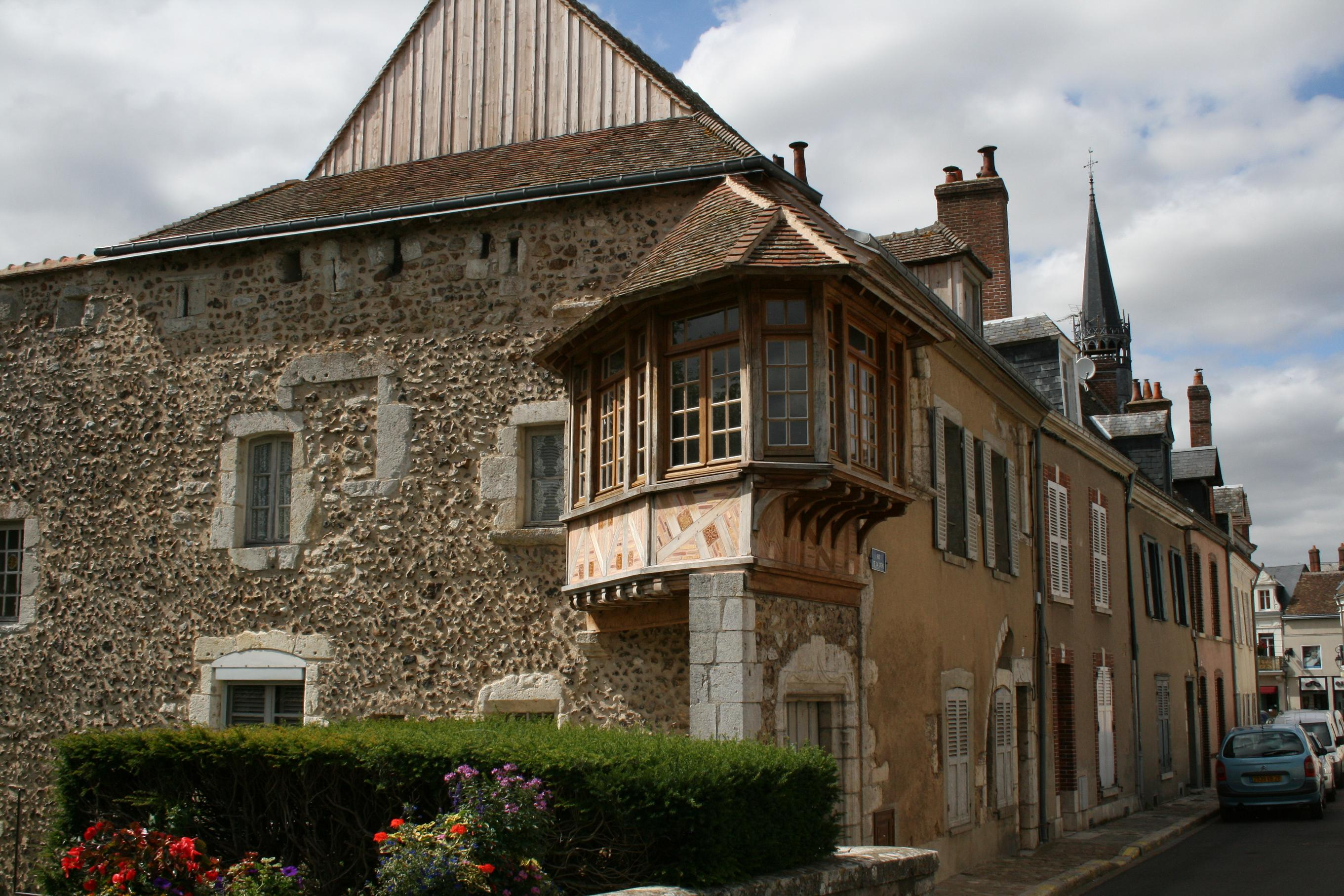
民居
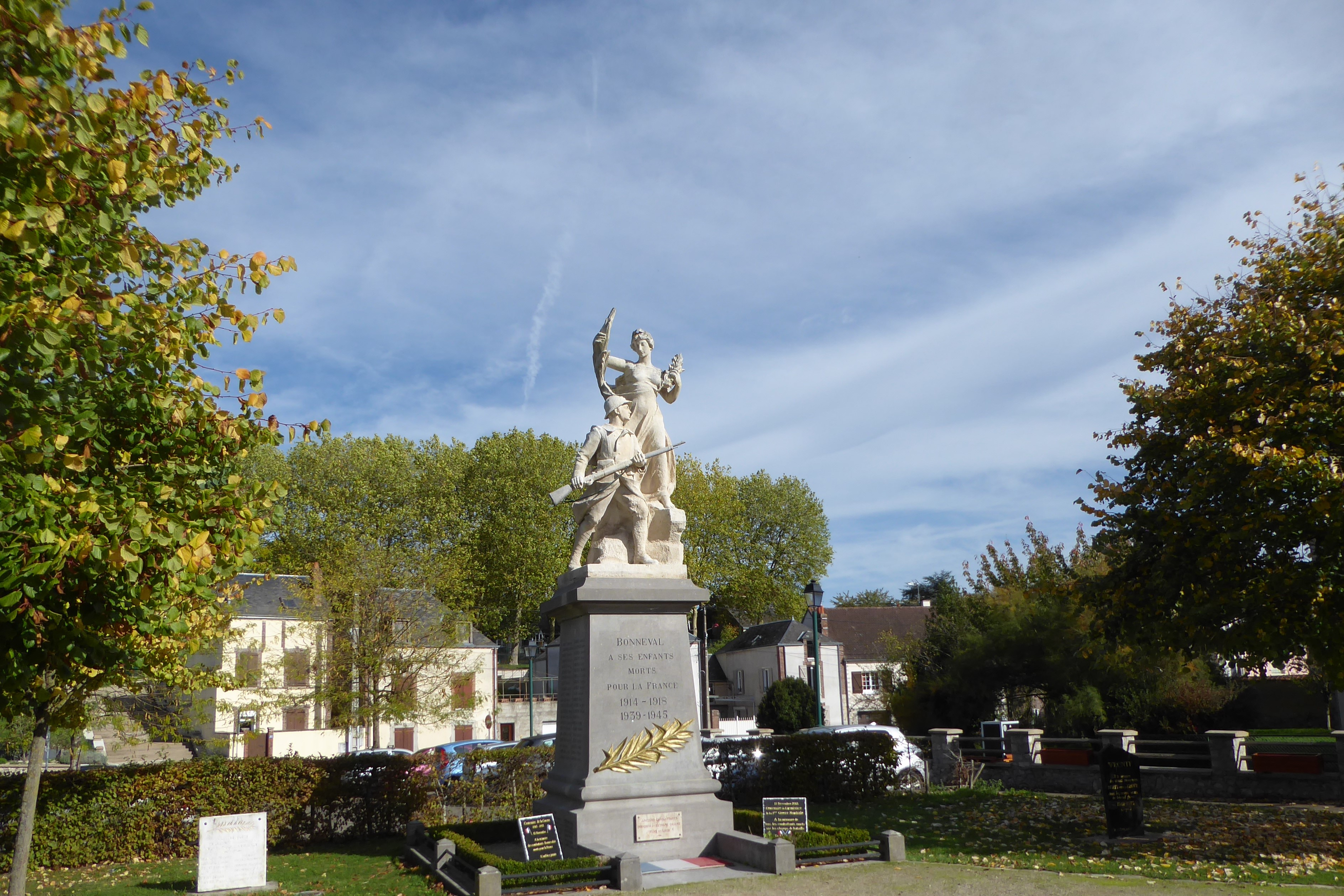
遇难者纪念碑

### 旅游
博讷瓦勒的旅游事务由其所属的公共社区负责。2020年，博讷瓦勒境内共有1家宾馆共计12间房间；另有1个露营地，可容纳共103辆露营车。

### 媒体
法国主要的媒体均可在博讷瓦勒接收，法国电视三台下属的中央-卢瓦尔河谷大区频道在部分时段播出博讷瓦勒所属区域的地方新闻。

## 友好城市
截至2020年12月，博讷瓦勒共与两座城市互为友好城市关系：
- 德国 阿伦多夫
- 英格兰 韋斯特勒姆